# クラスノセリスカヤ駅
クラスノセリスカヤ駅（クラスノセリスカヤえき、ロシア語: Красносельская）はモスクワ地下鉄・ソコーリニチェスカヤ線の駅で、ソコリニキ駅とコムソモーリスカヤ駅の間にある。

## 歴史
1933年春に建設が開始され、1935年5月15日に開業した。ソコリニキ駅 - パールク・クリトゥールイ駅間はモスクワ地下鉄最初の営業区間である。